# Trog van Puerto Rico

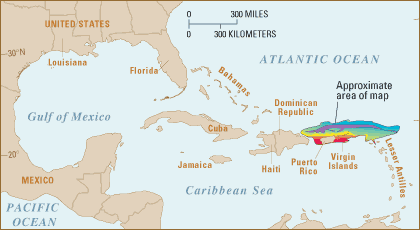
Ligging van de Trog van Puerto Rico - USGS

De Trog van Puerto Rico is een trog op de grens van de Caraïbische Zee en de Atlantische Oceaan. De trog wordt geassocieerd met een complexe overgang tussen een subductiezone in het zuiden, langs de eilanden van de Kleine Antillen, en een transforme plaatgrens in het noorden tussen de Caribische Plaat en de Noord-Amerikaanse Plaat.
De trog is ongeveer 800 km lang en bereikt een maximale diepte van 8.605 meter bij de Milwaukeediepte, het diepste punt van de Atlantische Oceaan.
Het eiland Puerto Rico ligt direct ten zuiden van de trog. Het gebied is bekend om haar aardbevingen.